# Letícia de Souza
Letícia Cherpe de Souza (São Paulo, 6 de maio de 1996) é uma velocista e atleta olímpica brasileira. 

## Biografia
Representou o Brasil nos Jogos Olímpicos de Verão de 2016 como parte do revezamento 4x400 m feminino do atletismo.  A atleta conseguiu uma vaga na equipe após ficar em quarto lugar na prova de 400 metros do Troféu Brasil de Atletismo de 2016. Embora não tenha alcançado índice individual para os 400 metros, foi convocada para fazer parte da equipe brasileira na prova de revezamento 4x400 metros. Letícia competiu na equipe titular, mas a equipe não conseguiu se classificar para a final olímpica.

## Melhores marcas pessoais
A tabela a seguir lista as melhores marcas de Letícia de Souza por prova:
| Prova              | Marca       | Local                 | Data                 |
| ------------------ | ----------- | --------------------- | -------------------- |
| 100 metros         | 11,84 s     | São Paulo             | 1 de junho de 2013   |
| 200 metros         | 23,75 s     | Lubbock               | 28 de abril de 2017  |
| 400 metros         | 52,64 s     | São Bernardo do Campo | 1 de julho de 2016   |
| 4x100 metros       | 44,32 s     | Waco                  | 8 de abril de 2017   |
| Revezamento medley | 2:11.20 min | Donetsk               | 13 de julho de 2013  |
| 4x400 metros       | 3:30.27 min | Waco                  | 19 de agosto de 2016 |